# パスカル マリエ デマレ
PASCAL MARIE DESMARAIS（パスカル・マリエ・デマレ）は、モデルのマリエがプロデュースするサステナブルやエシカルを意識したファッションブランド。

## 沿革
サステナブルへの思いをファッションに込めて2017年にブランドを立ち上げた。